# 有缗氏
有缗氏 ，先秦时封国，相传为夏朝时东方诸侯国。帝舜之后，姚姓。故地在今山东省金乡县，金乡有古缗城。
夏朝最后一个君主桀继位时，各地诸侯与夏的臣属关系不稳，桀会诸侯在仍地（今山东省济宁市东南）。有缗氏是夏朝东部较大的诸侯国，一向不满夏桀的残暴统治，有缗氏国君叛而逃会。于是，夏桀便征调大批军队进攻有缗氏，将其击败。但夏朝的元气也因此大伤，有缗氏国君被迫献出琬、琰两名美女求和。夏桀纳二女，而将妺喜抛弃在洛水一带，被冷落。妺喜因此十分不满。商国名臣伊尹乘机与妺喜交结，离间夏王朝，加速了自己的灭亡。前531年，伍举以这个故事和商纣举行黎地打猎，东夷背叛；周幽王举行太室山的盟会，戎狄背叛；劝谏楚灵王。